# Хафпенни, Ли
Стивен Ли Хафпенни (англ. Stephen Leigh Halfpenny; МФА: [ˈstiːv(ə)n liː ˈhɑːfpenɪ]; род. 22 декабря 1988, Горсейнон, Уэльс, Великобритания) — валлийский профессиональный регбист, игрок команды «Харлекуинс».

## Биография
Ли Хафпенни родился 22 декабря 1988 года в городе Горсейнон неподалёку от Суонси. Он учился сперва в начальной школе Понтибренин, а затем в средней школе Понтибренин.

### Регбийная карьера
Играя на позициях винга и фуллбэка, Хафпенни подписал контракт с юношеской командой «Нит-Суонси Оспрейз» (до 18 лет) и провёл в её составе сезон 2005—2006. В сезоне 2006—2007 Хафпенни тренировался вместе c регбийным клубом «Нит».

#### 2008/2009
В следующем году Ли подписал контракт с региональной регбийной командой Кельтской лиги «Кардифф Блюз» и дебютировал в ней в октябре 2008 года в победном матче против «Ольстера» (26—17), заработав 6 очков, пробив 3 реализации.
Будучи уже задействованным за молодёжную сборную Уэльса (до 20 лет), Хафпенни был приглашён в основную национальную команду в октябре 2008 года для участия в осенних тестовых матчах. Дебют за сборную в возрасте 19 лет состоялся в матче против действующих чемпионов мира, сборной ЮАР, 8 ноября 2008 года. Хафпенни забил один штрафной, но Уэльс проиграл со счётом 15—20. Свои две первые попытки Ли занёс в своей второй игре против Канады 14 ноября 2008 года.
Его международная карьера продолжалась с вызовом в национальную сборную на Кубок шести наций 2009 и появлением под 14 номером в играх против Шотландии 8 февраля и Англии 14 февраля. В обоих матчах Хафпенни занёс по попытке, добавив забитый штрафной во второй встрече. После этого Ли сыграл против сборной Франции. Затем главный тренер Уэльса Уоррен Гатленд убрал Хафпенни из стартового состава для игр с Италией и Ирландией. Валлийцы заняли 4-е место.
В том же году Хафпенни в составе «Кардифф Блюз» выиграл Англо-валлийский кубок. В финальной игре против английского клуба Глостер, закончившейся со счётом 50—12 в пользу валлийцев, Ли занёс две попытки. Кроме этого валлийский клуб, заняв первое место в группе, дошёл до полуфинала Кубка Хейнекен сезона 2008/2009, где уступил английской команде «Лестер Тайгерс» только в серии послематчевых пенальти (основное и дополнительное время закончились со счётом 26:26).
Также 22 апреля 2009 года Ли Хафпенни был включён в состав объединённой команды «Британские и ирландские львы», отправившейся в мае в турне по Южной Африке. 20 мая было объявлено, что Хафпенни пропустит первые игры из-за травмы. Ли полностью восстановился 2 июня и сыграл в одном матче против Фри Стейт Читаз 6 июня. Однако, уже 10 июня Хафпенни был вынужден покинуть команду из-за рецидива своей травмы бедра.

#### 2009/2010
Хафпенни вновь играл в составе сборной Уэльса в Кубке шести наций 2010, где валлийцам не удалось добиться значительного результата: они заняли 4-е место.
«Кардифф Блюз» закончил сезон в Кельтской лиге на 5-м месте и не смог выйти в плей-офф. Кубок Хейнекен закончился для валлийцев ещё на групповом этапе, однако «синие» смогли себе обеспечить путёвку в Европейский кубок вызова, второй по значимости клубный турнир. В четвертьфинале и полуфинале валлийцы обыграли английские команды «Ньюкасл Фэлконс» (55:20) и «Лондон Уоспс» (18:15) соответственно (Ли Хафпенни занёс попытку во втором матче). В финале на стадионе «Велодром» в Марселе «Кардифф Блюз» обыграл французский «Тулон» со счётом 28:21; Хафпенни отметился попыткой и забитым пенальти.

#### 2010/2011
Кубок шести наций 2011 вновь не принёс Уэльсу ожидаемого результата: «Красные драконы» снова заняли 4-е место. Хафпенни забил лишь один пенальти в матче против ирландцев.
Игроки «Кардифф Блюз» финишировали на 6-й позиции в Кельтской лиге. Кубок Хейнекен также обернулся неудачей для «синих»: они выбыли из него на групповом этапе.

#### Чемпионат мира 2011
Хафпенни несмотря на постоянные травмы был одним из ключевых игроков сборной Уэльса и был включён в её состав для участия в Кубке мира по регби 2011. Ли сыграл в трёх из четырёх матчах группового турнира против сборных Самоа, Намибии и Фиджи (в первой встрече выходил на замену), занеся попытку в последней игре. Уэльс занял 2-е место в группе и вышел в четвертьфинал. В той игре Уэльс победил Ирландию со счётом 22:10, а Ли Хафпенни забил штрафной. В полуфинальном матче против сборной Франции капитана валлийцев Сэма Уорбёртона удалили на 18-й минуте, и Хафпенни переместился на позицию фуллбэка. Кроме этого он стал основным исполнителем пенальти. Ли попытался пробить штрафной с расстояния в 47 метров, который мог принести «Драконам» победу, но мяч не приземлился ниже перекладины. В матче за бронзу против австралийцев Хафпенни занёс свою вторую попытку на турнире уже в добавленное время, которая, впрочем уже ничего не решала, так как валлийцы проигрывали к тому времени со счётом 11:21 (попытка и пробитая реализация Стивена Джонса позволили сократить отставание до трёх очков).

#### 2011/2012
«Кардифф Блюз» в очередном сезоне Про12 опустился на 7-ю строчку. В Кубке Хейнекен «синие» со второго места в группе вышли в четвертьфинал, где проиграли Ленстеру со счётом 3:34, и единственный пенальти у валлийцев забил Хафпенни.
Кубок шести наций 2012 стал триумфом как для сборной Уэльса в целом, выигравшей соревнование и получившей Большой шлем, так и для Лея Хафпенни в частности, который стал самым результативным игроком турнира, заработав 66 очков (2 попытки, 7 реализаций и 14 штрафных). Самым удачным матчем для Хафпенни стала встреча со сборной Шотландии, в которой он отметился 22-я очками.

#### 2012/2013
«Блюз» провели новый сезон в чемпионате Про 12 ещё менее удачно, чем предыдущий, заняв лишь 9-е место в турнирной таблица. В Кубке Хейнекен валлийцам не удалось даже выйти из группы: они победили только в одной игре из шести.
Сборная Уэльса второй раз подряд одержала победу в Кубке шести наций, однако на этот раз «Драконы» не смогли взять Большой шлем из-за проигрыша ирландцам в первом матче со счётом 22:30. Хафпенни, набрав 74 очка, вновь стал самым результативным игроком, при этом был признан и лучшим игроком турнира.
В конце сезона Ли Хафпенни был во второй раз вызван в команду «Британские и ирландские львы» для участия в июньском турне по Австралии. Хафпенни установил новый рекорд результативности, набрав 49 очков (ранее самое большое количество очков за один тур набирал валлийский регбист Нейл Дженкинс (42 очка)), и был признан лучшим игроком тура.

## Статистика
| Команда                                      | Игры | Попытки | Реализации | Штрафные | Дроп-голы | Очков всего |
| -------------------------------------------- | ---- | ------- | ---------- | -------- | --------- | ----------- |
| Кардифф Блюз                                 | 74   | 21      | 25         | 85       | 0         | 410         |
| Уэльс                                        | 44   | 12      | 18         | 66       | 0         | 294         |
| Британские и ирландские львы (тестовые игры) | 3    | 0       | 5          | 13       | 0         | 49          |
| Британские и ирландские львы (прочие игры)   | 4    | 3       | 16         | 6        | 0         | 65          |
| Всего                                        | 125  | 36      | 64         | 170      | 0         | 818         |

## Достижения

### Сборная
- Кубок шести наций

- Победитель (2): 2012 (с Большим шлемом), 2013

### «Кардифф Блюз»
- Англо-валлийский кубок

- Победитель (1): 2008/2009

- Европейский кубок вызова

- Победитель (1): 2009/2010